# Joe Lane (Fußballspieler)
James Charles „Joe“ Lane (* 11. Juli 1892 in Hereford; † Februar 1959 in Abbots Langley) war ein englischer Fußballspieler.

## Sportlicher Werdegang
Lane begann mit dem Fußballspielen beim FC Watford in der Southern League, ehe der Stürmer sich als Auslandsspieler bei Ferencváros Budapest verdient machte und in den Spielzeiten 1908/09 und 1909/10 in der jeweiligen Meistermannschaft für den ungarischen Klub mitspielte. Anschließend kehrte er zum FC Watford zurück, ehe er 1913 in die konkurrierende Profiliga Football League wechselte. Für den amtierenden Meister AFC Sunderland kam er jedoch nur zu zwei Spieleinsätzen in der First Division und wechselte bereits im November des Jahres für eine Ablösesumme von 400 Pfund Sterling zum Zweitdivisionär FC Blackpool. Bei seinem Ligadebüt am 22. November des Jahres erzielte er beim 2:2-Unentschieden gegen Leeds City direkt sein erstes Tor. Nachdem er bis zum Saisonende zweistellig getroffen hatte, reüssierte er auch in der Zweitligasaison 1914/15 als regelmäßiger Torschütze und krönte sich mit 28 Saisontreffern – damit erzielte er nahezu jedes zweite der 58 Saisontore des Tabellenzehnten – zum Torschützenkönig der zweithöchsten Spielklasse. Anschließend kam der Spielbetrieb im englischen Fußball aufgrund des Ersten Weltkriegs zum Erliegen, Lane diente zu dieser Zeit in Nordafrika und war die meiste Zeit in Ägypten stationiert.
In der Zweitligasaison 1919/20 kehrte Lane in den Fußballbetrieb zurück und war mit 27 Saisontoren auf dem Weg zum vierten Tabellenplatz der von Bill Norman trainierten Mannschaft erneut bester Torschütze des Klubs, den er bereits wenige Wochen vor Saisonende in Richtung FC Birmingham verließ. Dort erzielte er nochmals sechs Tore und führte den Klub auf den dritten Tabellenplatz, musste sich jedoch hinter dem 35 Mal erfolgreichen Torschützenkönig Sammy Taylor vom Tabellenzweiten und damit Aufsteiger Huddersfield Town einreihen. In der Zweitligasaison 1920/21 glückten ihm zwar nur 15 Saisontore, der Klub wurde jedoch vor Neuling Cardiff City Zweitligameister und stieg in die First Division auf. Er musste sich jedoch zunehmend hinter Joe Bradford und Johnny Crosbie einordnen, so dass er trotz erfolgreichen Klassenerhalts am Ende der Erstligasaison 1921/22 den Klub in Richtung FC Millwall verließ. Dort lief er zwei Spielzeiten in der Third Division South auf, ehe er 1924 nochmals in Ausland wechselte. Nach einem Jahr beim FC Barcelona kehrte er nach Birmingham zurück, wo er beim Vorortklub Bournville Athletic Club im Non-League football seine Karriere ausklingen ließ.